# Distretto di Grigoriopol
Il distretto di Grigoriopol è uno dei 5 distretti della Transnistria, repubblica autoproclamata all'interno della Moldavia con capoluogo Grigoriopol di 48.000 abitanti al censimento 2004

## Geografia antropica

### Suddivisioni amministrative
Il distretto è composto da 2 città e 14 comuni

#### Città
1. Grigoriopol
2. Maiac

#### Comuni
1. Bîcioc
2. Butor
3. Carmanova
4. Colosova
5. Crasnogorca
6. Delacău
7. Hîrtop
8. Hlinaia
9. Mălăiești
10. Speia
11. Șipca
12. Tașlîc
13. Teiu
14. Vinogradnoe